# Nevelapparaat
Een nevelapparaat is een apparaat dat een nevel produceert.
Er bestaan verschillende werkingsmechanismes:
- een piëzo-elektrisch kristal trilt (water)deeltjes los, dit is de meest gebruikte manier voor huis-, tuin- en keukenvernevelaars. Dit principe wordt ook gebruikt in sommige brandstofinjectoren in injectiemotoren;
- vast CO2 (droogijs) warmt op in water en wordt daardoor gasvormig en brengt daarbij ook waterdeeltjes in een damp mee;
- chemische stoffen worden opgewarmd (monopropyleenglycol, tri-ethyleenglycol, gedestilleerd water tot 300°C) en vormen een (onschadelijke) rooknevel.

Nevelapparaten worden onder meer gebruikt in de showbusiness, maar ook voor koeling van producten in de supermarkt en, in warme landen, zelfs voor de koeling van complete winkelstraten.